# Červená Třemešná
Červená Třemešná là một làng thuộc huyện Jičín, vùng Královéhradecký, Cộng hòa Séc.